# 巨細胞病毒屬
巨细胞病毒屬（學名：Cytomegalovirus，简称CMV）是皰疹病毒目乙型疱疹病毒亞科的一個屬，包括感染人類與其他靈長類（猿猴）的病毒，其中感染人类的人巨细胞病毒（又稱人皰疹病毒五型）是本屬病毒中被研究最深入的物種。
CMV感染一般发生在唾液腺，感染健康人通常不造成明顯症狀，但對HIV感染者、接受器官移植者及新生儿等免疫缺乏的人可能致命。有5%至7%的傳染性單核白血球增多症為CMV感染所致。感染后CMV可能长期潜伏於体内。
本屬病毒與其他皰疹病毒一樣為具有包膜的雙股DNA病毒，包膜上有許多醣蛋白可與宿主細胞表面的受體結合造成感染；病毒顆粒為正二十面體，直徑約150至200奈米，基因組為不分段的線性DNA，長約20萬bp。

## 物種
- 夜猴皰疹病毒一型（英语：Aotine betaherpesvirus 1）（AoHV-1）
- 捲尾猴皰疹病毒一型（英语：Cebine betaherpesvirus 1）（CbHV-1）
- 猴皰疹病毒五型（英语：Cercopithecine betaherpesvirus 5）（CeHV-5）
- 人巨细胞病毒（人皰疹病毒五型，HHV-5）
- 獼猴皰疹病毒三型（英语：Macacine betaherpesvirus 3）（McHV-3）
- 獼猴皰疹病毒八型（英语：Macacine betaherpesvirus 8）（McHV-8）
- 山魈皰疹病毒一型（英语：Mandrilline betaherpesvirus 1）（MnHV-1）
- 黑猩猩皰疹病毒二型（英语：Panine betaherpesvirus 2）（PnHV-2）
- 狒狒皰疹病毒三型（英语：Papiine betaherpesvirus 3）（PaHV-3）
- 狒狒皰疹病毒四型（英语：Papiine betaherpesvirus 4）（PaHV-4）
- 松鼠猴皰疹病毒四型（英语：Saimiriine betaherpesvirus 4）（SaHV-4）